# Lijst van regeringsleiders van Hongkong
De Chief Executive of Hong Kong, voluit de Chief Executive of the Hong Kong Special Administrative Region (Chinees: 香港特別行政區行政長官) is sinds Hongkong op 1 juli 1997 een speciale bestuurlijke regio van de Volksrepubliek China werd, het hoofd van de plaatselijke uitvoerende macht. De Hongkongse basiswet bepaalt de selectie, werking en autonomie van de Chief Executive.
Hij of zij wordt benoemd door de Staatsraad van de Volksrepubliek China. Na voordracht door de Chinese overheid voeren enkele kandidaten een verkiezingscampagne teneinde de meerderheid van stemmen te halen van het Election Committee, een verkiezingscollege in Hongkong samengesteld uit 1.200 leden bestaande uit individuen en vertegenwoordigers van belangenverenigingen. 
De Chief Executive of Hong Kong is de opvolger van de gouverneur van Hong Kong, de persoon die de monarchie van het Verenigd Koninkrijk vertegenwoordigde tijdens de periode van Brits Hongkong.

## Kandidaten
Volgens artikel 44 van de basiswet moet de Chief Executive (CE) een Chinees staatsburger zijn zoals gedefinieerd in de HKSAR-paspoortverordening. De persoon moet ten minste 40 jaar oud zijn, een permanente inwoner van Hongkong die een Chinees staatsburger is met recht van verblijf in Hongkong, en die gedurende een aaneengesloten periode van niet minder dan 20 jaar Hongkong als hoofdverblijfplaats had. Artikel 47 vereist voorts dat de CE een persoon van hoge integriteit is, toegewijd aan zijn of haar taken.
Sinds de vierde termijn van de CE moeten kandidaten bovendien alvorens geselecteerd te kunnen worden door het Election Committee (kiescomité) eerst van minstens 150 van haar leden een nominatie ontvangen hebben. De invoering van deze hervormingen hebben in 2014 nog tevergeefs geleid tot de parapluprotesten.

## Ambtstermijn
De CE wordt aangesteld voor een mandaat van maximaal vijf jaar, eenmalig verlengbaar. Wanneer de mandaathouder in de loop van een legislatuur zijn mandaat ter beschikking stelt of onbeschikbaar wordt, wordt een nieuwe CE aangesteld voor het restant van de lopende vijfjarige legislatuur, en is de verlengbaarheid beperkt tot een tweede normale vijfjarige legislatuur.

## Functies
De functies omvatten het voordragen van de belangrijkste functionarissen voor benoeming door de Centrale Volksregering van de Volksrepubliek China, het verzorgen van de buitenlandse betrekkingen, het benoemen van rechters en andere openbare functionarissen, het verlenen van onderscheidingen en vooral het bevestigen en ten uitvoer brengen van wetgeving aangenomen door de Wetgevende Raad van Hongkong, de Legislative Council. De basiswet verleent de CE een breed scala aan bevoegdheden, maar verplicht haar of hem wel, alvorens belangrijke beleidsbeslissingen te nemen, wetsvoorstellen in te dienen bij de Wetgevende Raad.

## Functiehouders
| Nr. | Portret | Naam levensjaren               | Mandaatsperiode | Mandaatsperiode | Termijn |
| --- | ------- | ------------------------------ | --------------- | --------------- | ------- |
| 1   |         | Tung Chee-hwa 董建華 (1937)    | 1 juli 1997     | 12 maart 2005   | 1       |
| 1   | 2       | Tung Chee-hwa 董建華 (1937)    | 1 juli 1997     | 12 maart 2005   |         |
| 2   |         | Donald Tsang 曾蔭權 (1944)     | 21 juni 2005    | 30 juni 2012    |         |
| 2   | 3       | Donald Tsang 曾蔭權 (1944)     | 21 juni 2005    | 30 juni 2012    |         |
| 3   |         | Leung Chun-ying 梁振英 (1954)  | 1 juli 2012     | 30 juni 2017    | 4       |
| 4   |         | Carrie Lam 林鄭月娥 (1957)     | 1 juli 2017     | 30 juni 2022    | 5       |
| 5   |         | John Lee Ka-chiu 李家超 (1957) | 1 juli 2022     |                 | 6       |